# 野口ボクシングジム
野口ボクシングジム（のぐちボクシングジム）は、東京都足立区（北千住駅）に所在するプロボクシングのジムである。

## 概要
1950年、元日本王者のライオン野口により創立された。現会長は、創始者の孫の野口まさるで3代目。現在まで世界王者は出していないが、協栄ジム創始者の金平正紀や三迫ジム初代会長の三迫仁志らが現役選手時代に所属していた。
創始者の長男である野口修が明治大学卒業直後から日本ボクシングコミッションレフェリー見習いや帝拳プロモーションでの修行を経て、自身が創始者とするキックボクシングを開拓。キックでは「目黒ジム」としてスーパースター沢村忠も所属していた。
また小学生・中学生を対象としたベビーボクシングを1957年から開催し小学生時代の西城正三も受講、1964年以降長らく中断していたが現在は再び毎週土曜日午後に開催されている。

## 歴史
1950年、ライオン野口が目黒区下目黒（目黒雅叙園前）に設立。
1961年、ライオン野口が死去し、妻・野口里野が後を引き継ぐ。
1972年、ライオン野口の次男・野口恭が2代目ジム会長に就任。
1995年、足立区北千住に移転。
2000年、野口恭の長男・野口勝が3代目会長に就任。

## 選手

### 引退した主な選手
- 龍反町
- イーグル佐藤
- 柏葉守人
- 吉野弘幸
- 鈴木誠
- 飛天かずひこ（新日本木村より移籍。第29代OPBF東洋太平洋ウェルター級王者・第26代OPBF東洋太平洋スーパーウェルター級王者）